# Saint-Cirgues (Lot)
Saint-Cirgues ist eine französische Gemeinde mit 323 Einwohnern (Stand 1. Januar 2022) im Département Lot in der Region Okzitanien. Sie gehört zum Arrondissement Figeac und zum Kanton Lacapelle-Marival.

## Bevölkerungsentwicklung
| Jahr      | 1962 | 1968 | 1975 | 1982 | 1990 | 1999 | 2012 | 2018 |
| Einwohner | 580  | 595  | 509  | 507  | 421  | 355  | 372  | 342  |

## Persönlichkeiten
- Gerald von Aurillac (um 855–909), Heiliger der Römisch-katholischen Kirche